# NCT 2018 Empathy
NCT 2018 Empathy (Estilizado en mayúsculas) es el álbum de estudio debut de la boy band surcoreana NCT, un proyecto de grupo ilimitado bajo la gestión de SM Entertainment. Con un total de catorce canciones, doce siendo sencillos que han sido publicados desde 2016 hasta 2018, el álbum marcó el primer lanzamiento del grupo con dieciocho miembros de tres subunidades diferentes participando juntos, mientras que se introducían a tres nuevos miembros; Kun, Jungwoo y Lucas. Con el fundador de la discográfica del grupo, Lee Soo-man, como productor ejecutivo, la composición y producción del álbum fueron aportadas por Matt Schwartz, Tommy $trate, The Stereotypes, Timothy 'Bos' Bullock, Deez, Yoo Young-jin, Ryan S. Jhun, MZMC, Adrian McKinnon, Shin Hyuk, Josh Cumbee, Andrew Choi, Sara Forsberg, LDN Noise, entre otros. Fue lanzado el 14 de marzo de 2018 por SM Entertainment e iRiver Inc junto con el cuarto sencillo del álbum "Touch" de la subunidad con sede en Seúl NCT 127, y "Black on Black", el primer sencillo con los dieciocho miembros del grupo en ese momento.
Tras su lanzamiento, NCT 2018 Empathy recibió críticas mixtas a positivas por parte de los críticos musicales por su lista de canciones "compilada" y su solidez general. El álbum también alcanzó éxito comercial a nivel nacional, alcanzando el número dos en el Gaon Album Chart y se convirtió en el primer lanzamiento del grupo en recibir una certificación Platino KMCA luego de su presentación en 2018. También tuvo éxito internacional, alcanzando el número cinco en la lista Billboard World Albums y convirtiéndose en el primer lanzamiento de NCT en aparecer en otras listas europeas. Hasta 2022, el álbum había alcanzado ventas acumuladas de más de 636.055 copias físicas.

## Antecedentes
Tras el anuncio y la presentación del debut del grupo a principios de enero de 2016 por parte del fundador Lee Soo-man, un total de tres subunidades debutaron posteriormente en el mismo año. La primera subunidad fue NCT U, una subunidad rotativa con diferentes miembros que participaban según el lanzamiento musical de la unidad que, en ese momento, vio la primera aparición de los miembros Taeil, Taeyong, Doyoung, Ten, Jaehyun y Mark. Finalmente debutaron con un sencillo digital doble, que contenía "The 7th Sense" con los últimos cinco miembros y "Without You", que fueron interpretadas por los miembros Taeil, Doyoung y Jaehyun. Luego, debutó NCT 127, la subunidad con sede en Seúl con el número "127" que representa la coordenada de longitud de la capital de Corea del Sur el 1 de julio con siete miembros para su formación inicial: Taeil, Taeyong, Yuta, Jaehyun, Winwin, Mark y Haechan. Tras el anuncio de SM el 27 de diciembre de 2016, el miembro Doyoung y el entonces miembro de SM Rookies, Johnny, se unieron oficialmente a la subunidad, debutando con el grupo con el segundo EP de la subunidad a finales de enero de 2017. El 18 de agosto, SM Entertainment anunció que la tercera unidad sería NCT Dream, la subunidad adolescente que constaba de siete miembros: Mark, Renjun, Jeno, Haechan, Jaemin, Chenle y Jisung. Para finales de 2016, quince miembros formaban oficialmente como parte de NCT. NCT 127 y NCT Dream continuaron su promoción activa durante el año siguiente con nuevos lanzamientos.
A mediados de enero, SM Entertainment presentó NCT 2018, un proyecto de un año que involucra a todos los miembros actuales de NCT. A través del video "NCT 2018 Yearbook #1" del 30 de enero, el se presentó oficialmente a los nuevos miembros Kun, Lucas y Jungwoo a la formación actual de NCT. Seguido de una serie de videos documentales titulados NCTmentary como parte del proyecto NCT 2018, el grupo compartió el video "NCT Yearbook #2" a través de su canal oficial de YouTube el 5 de febrero. Antes de su presentación oficial, el miembro Kun apareció en la versión china de "Without You" en abril de 2016, habiendo actuado en vivo con NCT U. SM Entertainment finalmente reveló que el grupo lanzaría su primer proyecto a gran escala como álbum de estudio al día siguiente, con los dieciocho miembros participando de acuerdo con su subunidad y proyecto musical para NCT U.

## Lista de canciones
| NCT 2018 Empathy |                                                                                           | | |          |  |
| N.º              | Título                                                                                    | Letras | Música                                                                                                  | Duración |  |
| 1.               | «Intro: Neo Got My Back» (NCT U)                                                          | Tommy $trate | Dakshood Tommy $trate                                                                                   | 1:57     |  |
| 2.               | «Boss» (NCT U) (Cantado por Taeyong, Doyoung, Jaehyun, Winwin, Jungwoo, Lucas y Mark)     | Wutan Yoo Young-jin Taeyong Mark | Mike Daley Mitchell Owens Tiffany Fred Patrick J. Que Smith Yoo Young-jin                               | 3:30     |  |
| 3.               | «Baby Don't Stop» (NCT U) (Cantado por Taeyong y Ten)                                     | Danke (lalala Studio) Juno (Joombas) Taeyong | Matt Schwartz Paul Harris Little Nikki Yoo Young-jin Ryan S. Jhun                                       | 3:03     |  |
| 4.               | «Go» (NCT Dream)                                                                          | Hwang Yoo-bin Ji Ye-won (Joombas) Mark | The Stereotypes Tiffany Fred Sophiya Pae (Feeline Music) Distract (Feeline Music) Yoo Young-jin         | 3:27     |  |
| 5.               | «Touch» (NCT 127)                                                                         | Jo Yoon-kyung Kim Min-ji Shin Jin-hye | LDN Noise Deez Adrian McKinnon                                                                          | 3:09     |  |
| 6.               | «Yestoday» (NCT U) (Cantado por Taeyong, Doyoung, Lucas y Mark)                           | Jung Joo-hee Taeyong Mark Steven Lee Cho Jin-joo | Hyuk Shin (Joombas) RE:ONE (Joombas) Delly Boi (Joombas) Jarah Lafayette Gibson Steven Lee              | 3:16     |  |
| 7.               | «Black On Black» (NCT 2018) (Cantado por Taeyong, Lucas, Yuta, Jeno y Mark)               | MINOS Taeyong Mark Deez | Afshin Salmani (Nonfiction) Josh Cumbee (Nonfiction)                                                    | 3:17     |  |
| 8.               | «텐데... Timeless» (NCT U) (Cantado por Taeil, Doyoung y Jaehyun)                         | Jeon Gan-di | Andrew Choi Joseph "220" Park (Iconic Sounds)                                                           | 4:10     |  |
| 9.               | «일곱 번째 감각 The 7th Sense» (NCT U) (Cantada por Taeyong, Doyoung, Ten, Jaehyun, Mark) | Jeon Ji-eun (January 8th (lalala Studio)) Hwang Seon-jeong (January 8th (lalala Studio)) Kim Jeong-mi (January 8th (lalala Studio)) Kim Dong-hyun Cho Jin-joo Taeyong Mark | Timothy "BOS" Bullock Jeremy "Tay" Jasper Adrian McKinnon Sara Forsberg Michael Jiminez Leven Kali MZMC | 3:34     |  |
| 10.              | «Without You» (NCT U) (Cantado por Taeil, Doyoung y Jaehyun)                              | Yoo Young-jin | Matt Schwartz Ki Fitzgerald John Reid Yoo Young-jin                                                     | 3:25     |  |
| 11.              | «Without You (Chinese version)» (NCT U) (Cantado por Taeil, Kun, Doyoung y Jaehyun)       | Lin Xinye | Matt Schwartz Ki Fitzgerald John Reid Yoo Young-jin                                                     | 3:25     |  |
| 12.              | «몽중몽; Dream in a Dream» (Cantada por Ten)                                              | Stephen Carl | Stephen Carl Dillon Pace Brian Lee                                                                      | 3:35     |  |
| 13.              | «Outro: Vision»                                                                           | Yoo Young-jin | Yoo Young-jin                                                                                           | 0:57     |  |
| 14.              | «Yestoday» ((Extended version) [Bonus Track])                                             | Jung Joo-hee Taeyong Mark Steven Lee Cho Jin-joo | Hyuk Shin (Joombas) RE:ONE (Joombas) Delly Boi (Joombas) Jarah Lafayette Gibson Steven Lee              | 3:47     |  |
| 44:39            |                                                                                           | | |          |  |

## Ventas
| Región                     | Ventas  |
| -------------------------- | ------- |
| Japón (Oricon)             | 13.554  |
| Corea del Sur (Gaon)       | 636.055 |
| Estados Unidos (Billboard) | 1.000   |

## Certificaciones
| Región               | Certificación | Ventas certificadas |
| -------------------- | ------------- | ------------------- |
| Corea del Sur (KMCA) | 2× Platino    | 500.000^            |